# Olof Frånstedt
Olof Roland Frånstedt, född 3 juli 1930 i Hackås församling, Jämtlands län, död 25 augusti 2017, var en svensk ämbetsman.

## Biografi
Frånstedt var son till jordbrukaren Erik Harald Olsson och växte upp i Hackås i Jämtland. Efter studentexamen och värnpliktstjänstgöring i Uppsala blev han polis och var bland annat fjärdingsman i Svegs landsfiskalsdistrikt och stadsfiskal i Luleå, innan han från 1961 rekryterades av Georg Thulin för att började arbeta på Säkerhetspolisen (Säpo) i Stockholm. Han efterträdde 1967 Otto Danielsson som chef för den operativa delen och var bland annat ansvarig för kontraspionage. Han hade denna position till 1978, och var sedan länspolischef i Göteborgs och Bohus län 1978–82. Han har därefter varit säkerhetschef på Securitas 1982–84 och från 1984 till 2008 verksam i Malaysia, där han hade ett säkerhetsföretag.

### Anmälan till Justiekanslern av Säpo
Säkerhetspolisen och åklagarmyndigheten för säkerhetsmål anmälde 2013 Olof Frånstedt till Justitiekanslern för att i första delen av sina memoarer Spionjägaren omnämnt Anders Thunborg och Pierre Schori som personer som på 1960-talet lämnat uppgifter till underrättelseorganisationen IB. I anmälan hävdades, att Olof Frånstedt var bunden av tystnadsplikt och att lämnandet av sådana uppgifter skulle kunna försvåra Säpos framtida arbete med rekrytering av källor och samarbete med utländska säkerhets- och underrättelsekällor.
Justitiekanslern lämnade anmälan utan åtgärd, med hänvisning till att anledning saknades att tro, att Olof Frånstedt hade kommit över dessa uppgifter redan under sin tid inom Säpo. Därmed kunde han inte antas ha begått något brott mot tystnadsplikten.